# Stredné Plachtince
Stredné Plachtince é um município da Eslováquia, situado no distrito de Veľký Krtíš, na região de Banská Bystrica. Tem 20,88 km² de área e sua população em 2018 foi estimada em 587 habitantes.

## Demografia
| Ano:        | 1994 | 2004   | 2014   | 2024   |
| ----------- | ---- | ------ | ------ | ------ |
| Broj ljudi: | 613  | 623    | 609    | 599    |
| Razlika:    |      | +1,63% | -2,24% | -1,64% |

| Ano:               | 2023 | 2024   |
| ------------------ | ---- | ------ |
| Número de pessoas: | 600  | 599    |
| Diferença:         |      | -0,16% |